# Петров Федір Васильович
Федір Васильович Петров (народився 8 березня 1923 в селі Луб'янка Бородянського району на Київщині, помер 23 липня 2009) — український поет. Відмінник народної освіти. Член Національної спілки письменників України з 1964 року.

## Життєпис
Федір Петров народився 8 березня 1923 року у селі Луб'янка на Київщині в селянській родині. Війна перервала навчання Федору Петрову, був мобілізований. Учасник війни, був важко поранений на Одері під мІстом Бісау. У 1950 р. закінчив філологічний факультет Київського педінституту.
По закінченні інституту Федір Петров працював завучем у Катюжанській середній школі Понад сорок років вчителював на Київщині, зокрема у Броварах. Був керівником літературної студії «Криниця».
Батько поетеси та громадського діяча Лариси Петрової.

## Творчість
Вперше його вірші було опубліковано в газеті «Зірка», публікувався в дитячих журналах «Барвінок», «Дошкільне виховання», «Піонерія». Випустив книжки для дітей: «Сережки» (1958), «Про братика Кіндратика» (1960), «Кленочок» (1966), «Цікава екскурсія» (1969), «Дідусеві молодиці» (1974), «Від зими до зими» (1983), «Золоте кружало» (1988), «Жайворова пісня: вибране» (2007), "Відлуння долі" (2010)
Деякі вірші поета покладемо на музику.

## Нагороди
За вчительську працю отримав звання відмінника народної освіти.
Нагороджений орденами та медалями:
- «Вітчизняної війни» І ступеня;
- «Червоної Зірки»;
- «За відвагу»;
- «За перемогу над Німеччиною»;
- «За доблесну працю».